# Fingerhirs
Fingerhirs (Digitaria ischaemum) är en växtart i familjen gräs.